# Гудачки инструменти
Гудачки инструменти су добили име због начина добијања тона: превлачење гудала преко жице изазива треперење жице и ствара тон. Гудачки инструменти имају четири жица различите дебљине. Најдубље тонове производе презне (недодирнуте) жице, док виши тонови настају њиховим скраћивањем, што се постиже притиском прстију леве руке по жицама. Сви инструменти ове групе су сличне грађе и облика, али различите величине, опсега тонова и боје звука. У ове инструменте спадају: виолина, виолончело, виола и контрабас.
Данашњи гудачки инструменти развили су се из разних врста виола које су у пракси музицирања биле употребљиване од XV до XVIII века. Развој и техничко усавршавање ових инструмената везују се за италијански градић Кремону, у којем су се налазиле недалеко чувене радионице познатих градитеља инструмената из породица Амати, Гварнери и Страдивари.

## Виолина
Виолина има најмању резонантску кутију и најкраће жице, те зато производи и највише тонове од свих гудачких инструмената. То је инструмент нежног тона и великих извођачких и изражајних могућности. Носилац је музичких тема различитог карактера. Због тога је подједнако заступљена у солистичкој, оркестарској и камерној музици. Водећи је инструмент уметничке музике, али се користи и у савременој забавној и џез музици.

## Виолончело
Виолончело је много већи инструмент од виолине па се при свирању држи међу коленима, ослоњен ножицом на под. Због изразитих особина-великог тонског обима, пријатне боје и знатних техничких могућности-поред виолине, најзначајни је инструмент оркестарског, камерног и солистичког музицирања.

## Виола
Виола има већу резонантску кутију и дуже од виолине па зато производи дубље (за квинту ниже) и тамније тонове. У групи гудачких инструмената заузима важно место као инструмент који се користи у мањим и већим извођачким саставима. Због њеног карактеристичног звука - меког и тужног - композитори је користе за посебне ефекте и као соло инструмент.

## Контрабас
Контрабас је најмлађи инструмент у породици гудачких инструмената (настао тек у XVIII веку). Има највећу резонантску кутију, најдуже и најдебље жице међу гудачима, те производи и најдубље, веома снажне тонове. Неки од ових инструмената имају и пет жица, те им се тако проширују тонски обим и дубина. Контрабас је обавезан и значајан оркестарски инструмент. Он нема извођачке и изражајне могућности осталих гудача, па се ретко примењује солистички. Значајну солистичку улогу има у џез музици због пуног звука и ритмичког карактера у пицикато-свирању.